# John Grigg
John Grigg (4 de junio de 1838 - 20 de junio de 1920) fue un astrónomo neozelandés, reconocido por su labor en la localización sistemática de cometas.

## Semblanza
John Grigg, el hijo menor de James y Ruth Grigg, nació en Londres en 1838. Su padre era el director general y director financiero de una tienda de muebles de Londres, y se ocupó de que su hijo adquiriese una educación científica y empresarial, así como una sólida formación musical. Vivió en Inglaterra hasta los 25 años de edad, cuando emigró a Nueva Zelanda, que se convertiría en su país de adopción. Casado en 1858 con Emma Mitchell, el matrimonio llegó a Auckland en 1863. Emma murió en 1867, y entonces Grigg se trasladó a la ciudad de Thames, por entonces floreciente gracias a la minería del oro. En esta época de su vida fue vendedor de instrumentos musicales, afinador de pianos, y profesor y director de música.
Se casó en 1871 con su segunda mujer, Sarah Allaway, que falleció en 1874. Volvió a casarse en 1887, siendo su tercera mujer Jane Henderson. En total, tuvo seis hijos y tres hijas de sus tres matrimonios.
El tránsito de Venus de 1874 volvió a despertar su antiguo interés por la astronomía. En 1884 construyó detrás de su casa un observatorio de madera con un pequeño telescopio refractor de 90 mm de apertura. En 1894 se retiró de los negocios para dedicarse a sus actividades científicas en exclusiva. Trasladó su observatorio a una nueva ubicación en un edificio de dos pisos, con un espacio de trabajo y un taller en la planta baja. Allí disponía también de un pequeño telescopio de tránsito, que le servía para determinar con precisión la hora local de Thames.
Durante esta época Grigg organizó conferencias astronómicas populares y escribió de forma regular una columna sobre astronomía en un periódico. Su observatorio estaba siempre abierto a los visitantes. Fue uno de los pioneros de la fotografía astronómica en Nueva Zelanda, tomando numerosas fotografías de las manchas solares, de un eclipse solar, de la luna y de los cometas.
Entre otras observaciones astronómicas, como las de las manchas solares, Grigg estaba principalmente interesado en los cometas, cuyas órbitas seguía y calculaba. Observó cometas periódicos conocidos, pero también trató de forma sistemática nuevos cometas, para lo que utilizaba una lista de nebulosas de creación propia, evitando de esta forma confundirlas con los cometas, siendo el primer astrónomo en divisar el cometa Encke en su retorno de 1898.
A partir de 1897 fue miembro de la Asociación Astronómica Británica, siendo elegido miembro en 1906 de la Real Sociedad Astronómica.

## Descubrimiento de cometas
Descubrió cuatro cometas, tres de los cuales llevan ahora su nombre:
- El 22 de julio de 1902 divisó un nuevo cometa durante una búsqueda sistemática. Durante seis noches, hasta el 3 de agosto, pudo obtener 14 medidas de posición y calcular su órbita. La debilidad del cometa sobre una zona del firmamento muy luminosa, y la baja precisión de las mediciones de posición, impidieron que otros astrónomos localizasen el cometa. Sin embargo, el 17 de mayo de 1922 J.F. Skjellerup descubrió de nuevo el cometa desde Sudáfrica, de modo que ahora se denomina 26P/Grigg-Skjellerup.

- El 17 de abril de 1903 descubrió un cometa nuevo, y lo observó durante 29 noches, hasta el 26 de mayo. El cometa, denominado C/1903 H1 (Grigg), esta vez sí pudo ser seguido por otros astrónomos.

- El 19 de marzo de 1906, Grigg avistó un nuevo cometa, pero ya había sido descubierto por David Ross en Melbourne en febrero (el cometa C/1906 F1 (Ross)).

- El 8 de abril de 1907 descubrió otro cometa, que era encontrado 5 días después de forma independiente por John Mellish. El cometa, que pasaría a denominarse C/1907 G1 (Grigg-Mellish), pudo ser seguido por los astrónomos hasta el 14 de mayo.

## Reconocimientos
- La Sociedad Astronómica del Pacífico otorgó a Grigg dos Medallas Donohoe[2][3] por sus descubrimientos de cometas.

## Eponimia
- Tres cometas llevan su nombre: 26P/Grigg-Skjellerup; C/1903 H1 (Grigg); y C/1907 G1 (Grigg-Mellish).
- El cráter lunar Grigg también lleva este nombre en su memoria.[4]